# Сикамор Хилс (Мисури)
Сикамор Хилс (енгл. Sycamore Hills) град је у америчкој савезној држави Мисури.

## Демографија
По попису из 2010. године број становника је 668, што је 54 (-7,5%) становника мање него 2000. године.
| Група             | 2000.       | 2010.       |
| Белци             | 654 (90,6%) | 530 (79,3%) |
| Афроамериканци    | 50 (6,9%)   | 82 (12,3%)  |
| Азијати           | 0 (0,0%)    | 5 (0,7%)    |
| Хиспаноамериканци | 3 (0,4%)    | 28 (4,2%)   |
| Укупно            | 722         | 668         |